# Ulysse 31
Ulysse 31 (宇宙伝説ユリシーズ31?, Uchu densetsu Ulysses 31) è un anime televisivo co-prodotto nel 1981 dalla francese DiC Entertainment e dalla giapponese TMS Entertainment. La storia ricalca liberamente l'Odissea scritta da Omero, ambientandola nel XXXI secolo. In Giappone la serie fu trasmessa soltanto nel 1988, molto tempo dopo che in Francia e Italia. Infatti, la serie era stata realizzata appositamente per il mercato estero, e fu trasmessa anche in Giappone solo a seguito delle richieste dei numerosi fan di Shingo Araki.

## Trama
Alla fine del suo compito sul pianeta Troia, Ulisse decide di rientrare sul pianeta Terra, ma durante il viaggio di ritorno la sua astronave viene attaccata dal robot Polifemo. Per salvare l'astronave Odissea e il suo equipaggio, Ulisse riesce a distruggere Polifemo, scatenando così l'ira dei suoi costruttori, antichi alieni chiamati Dei. Gli Dei cancellano dalla memoria di Shirka, il computer di bordo, le mappe per raggiungere il pianeta Terra, costringendo così Ulisse a iniziare un vagabondaggio nello spazio nel tentativo di raggiungere la Terra. Gli Dei però mettono i compagni di Ulisse in uno stato di catalessi, lasciando svegli solo Ulisse, suo figlio Telemaco, il robot Nonò è la piccola aliena Themys.

## Personaggi principali
Ulisse (ユリシーズ?, Yurishīzu)
Protagonista e comandante della nave spaziale Odissea. Ulisse raggiunse la pace solare e divenne il bersaglio della vendetta degli dèi dell'Olimpo. È armato di una pistola laser che cela una lama d'energia, corredata di uno scudo d'energia ed una cintura che gli permette di volare. Ulisse è impavido, nobile, determinato e non si fermerà davanti a nulla per sconfiggere gli dèi.
Telemaco (テレマーク?, Teremāku)
Figlio di Ulisse e vicecomandante dell'Odissea. È l'amico e protettore di Themys. Telemaco è un pilota abile, e la sua arma è una fionda tecnologica.
Themys (ユミ?, Yumi)
Un'aliena del pianeta Zotra e sorella minore di Numajos, dotata di poteri telepatici. Viene salvata (insieme a Telemaco e al suo fratello maggiore) da Ulisse per impedire che venga sacrificata al Ciclope. Themys possiede la telecinesi ed è immune al fuoco. Sebbene sia fisicamente fragile, è molto intelligente e coraggiosa. Gli abitanti del suo pianeta natale, Zotra, hanno la pelle blu, capelli bianchi come la neve, orecchie a punta ed occhi "a mandorla" con pupille verticali simili a quelle dei gatti. Il suo nome è un riferimento alla titanide Temi.
Nonò (ノノ?, Nono)
Piccolo robot compagno di Telemaco. Gli piace mangiare i bulloni e i chiodi. Venne dato a Telemaco come regalo di compleanno. Nonò è abile a riparare i macchinari e possiede una tremenda forza fisica.
Shirka (シルカ?, Shiruka)
Computer principale dell'astronave Odissea, dotato di voce femminile. Il suo nome sembra essere una forma in katakana del nome Circe.
Numajos (ユマイオス?, Yumaiosu)
Fratello maggiore di Themys in animazione sospesa insieme al resto dell'equipaggio per maggior parte della serie. Viene salvato da Ulisse per impedire il suo sacrificio al Ciclope. Il suo nome è un riferimento a Eumeo, il più fedele tra i servi di Ulisse.
Zeus (ゼウス?, Zeusu)
Re dell'Olimpo, nemico di Ulisse.
Poseidone (ポセイドン?, Poseidon)
Dio dei mari, infuriato dall'uccisione della sua creatura, il Ciclope, per mano di Ulisse. Brandisce il tridente, simbolo del suo potere. I suoi servi pilotano delle navi a forma di tridente.
Ade (アデス?, Adesu)
Dio regnante degli inferi. Ulisse deve trovare il suo regno per trovare la strada di ritorno alla Terra.

## Doppiaggio
In Giappone, la serie ebbe due doppiaggi: il primo doppiaggio, durante la messa in onda su Nagoya TV, l'emittente della Provincia di Aichi affiliata al network All-Nippon News Network, nel 1988 e il secondo, durante la trasmissione sul canale pubblico NHK nel 1992.
| Personaggi | Edizione originale                                    | Edizione italiana                  |
| ---------- | ----------------------------------------------------- | ---------------------------------- |
| Ulisse     | Masane Tsukayama (Nagoya TV) Osamu Kobayashi (NHK)    | Paolo Ferrari                      |
| Telemaco   | Yu Mizushima (Nagoya TV) Nobuo Tobita (NHK)           | Marco Baroni                       |
| Nonò       | Mayumi Tanaka (Nagoya TV) Miki Narahashi (NHK)        | Giorgio Borghetti                  |
| Themys     | Sumi Shimamoto (Nagoya TV) Akiko Yajima (NHK)         | Daniela Caroli Alessandra Korompay |
| Zeus       | Shōzō Hirabayashi (Nagoya TV) Kan Tokumaru (NHK)      | Gino Donato                        |
| Numajos    | Takashi Taniguchi (Nagoya TV) Toshiyki Morikawa (NHK) | Marco Joannucci                    |
| Shirka     | Mari Yokoo (Nagoya TV)                                |                                    |
| Heratos    |                                                       | Diego Michelotti                   |
| Athina     |                                                       | Angelina Contaldi                  |
| Poseidone  |                                                       | Giancarlo Padoan                   |
| Zolia      |                                                       | Ilaria Stagni                      |
| Sisifo     |                                                       | Giancarlo Padoan                   |
| Nestore    | Ken Yamaguchi                                         |                                    |
| Orfeo      | Hochu Otsuka                                          | Carlo Cosolo                       |

## Episodi
| Nº | Titolo italiano Giapponese 「Kanji」 - Rōmaji                           | In onda         | In onda |
| Nº | Titolo italiano Giapponese 「Kanji」 - Rōmaji                           | Giapponese      |         |
| 1  | Il Ciclope 「シクロープ」 - shikuropu                                   | 2 febbraio 1988 |         |
| 2  | Il pianeta perduto 「失われた惑星」 - ushinawa reta wakusei             |                 |         |
| 3  | Heratos 「エラトス」 - eratosu                                          |                 |         |
| 4  | Eolo o il Cofanetto dei Venti Cosmici 「エオール」 - eoru               |                 |         |
| 5  | Sisifo o l'Eterno Principio 「スフィンクス」 - sufinkusu                |                 |         |
| 6  | I fiori malvagi 「レストリゴン」 - resutorigon                          |                 |         |
| 7  | La rivolta degli amici 「シジフォス」 - shijifosu                       |                 |         |
| 8  | La sfinge 「野生の花」 - yasei no hana                                  |                 |         |
| 9  | Chronos 「クロノス」 - kuronosu                                         |                 |         |
| 10 | I Lestrigoni 「コンパニオンの反乱」 - konpanion no hanran               |                 |         |
| 11 | La poltrona dell'oblio 「忘却の椅子」 - bōkyaku no isu                  |                 |         |
| 12 | Scilla e Cariddi 「カリブデとシーラ」 - karibude to shira               |                 |         |
| 13 | Le paludi dei doppi 「ダブル惑星」 - daburu wakusei                     |                 |         |
| 14 | Le Sirene 「シルセ」 - shiruse                                          |                 |         |
| 15 | La seconda Arca 「ミノタウロス」 - minotaurosu                          |                 |         |
| 16 | La maga Circe 「シレーヌ」 - shirenu                                    |                 |         |
| 17 | Il labirinto del Minotauro 「ブラック・マジシャン」 - burakku. majishan |                 |         |
| 18 | Nereo o la Verità Nascosta 「第２の箱船」 - daini no hakobune           |                 |         |
| 19 | Atlante 「ネレー」 - nere                                               |                 |         |
| 20 | Il Mago Nero 「アトラス」 - atorasu                                     |                 |         |
| 21 | La rivolta di Lemnos 「レムノスの反逆者」 - remunosu no hangyakusha     |                 |         |
| 22 | La città di Cortex 「機械惑星」 - kikai wakusei                         |                 |         |
| 23 | Calipso 「カリプソ」 - karipuso                                         |                 |         |
| 24 | Ulisse incontra Ulisse 「ユリス対ユリス」 - yurisu tsui yurisu          |                 |         |
| 25 | I Lotofagi 「ロトファージュ」 - rotofaju                                |                 |         |
| 26 | Il regno dell'Ade 「アデス」 - adesu                                    | 23 aprile 1988  |         |

## Sigla italiana
La sigla italiana dal titolo Ulisse di Haim Saban e Shuki Levy è stata incisa dalla Superbanda (in Italia Alberto Testa ai testi e Ciro Dammicco alla voce).